# Mine de Weipa
La mine de Weipa est une mine à ciel ouvert de bauxite située au Queensland autour de la ville minière de Weipa. Elle appartient à Rio Tinto. 

## Histoire
L'année 1955 voit la découverte du gisement de bauxite de Weipa par la compagnie Electrolytic Zinc, qui marque le début du "Bauxite Derby", la course à la bauxite en Australie, dans l'Extrême nord du Queensland. Toujours en Australie, mais trois années plus tard, c'est la découverte du gisement de bauxite des Darling Ranges, dans la région de Perth en 1958, par la Western Mining